# Vlaamse Gemeenschapscommissie

Vlag van de Vlaamse Gemeenschapscommissie

De Vlaamse Gemeenschapscommissie (VGC) is een Vlaamse overheidsinstelling, bevoegd voor taken van de Vlaamse Gemeenschap in het Brussels Hoofdstedelijk Gewest.
De Franstalige tegenhanger is de Franse Gemeenschapscommissie (COCOF). Daarnaast bestaat er in Brussel nog een Gemeenschappelijke Gemeenschapscommissie (GGC), die beide gemeenschapscommissies verenigt voor gezamenlijk beheerde bevoegdheden. Het Brussels Hoofdstedelijk Parlement en diens Regering, die in feite identiek zijn aan de raad en het college van de GGC, zijn dan weer bevoegd voor de gewestmateries.
De Vlaamse Gemeenschapscommissie bestaat sinds 14 juli 1989 als opvolger van de Nederlandse Commissie voor de Cultuur van de Brusselse Agglomeratieraad (NCC). Het ontstaan van deze instellingen past in het proces van de verschillende staatshervormingen die België omvormden van een unitaire naar een federale staat.

## Bevoegdheden
De Vlaamse Gemeenschapscommissie is op het grondgebied van het Brussels Hoofdstedelijk Gewest bevoegd voor de zogenaamde gemeenschapsaangelegenheden: het betreft culturele materies, onderwijs en zogenaamde persoonsgebonden aangelegenheden (welzijn en gezondheid). Sinds 1 januari 1995 treedt de Vlaamse Gemeenschapscommissie ook op als inrichtende macht van de Nederlandstalige onderwijs- en welzijnsinstellingen van de voormalige provincie Brabant die gelegen zijn op het Brusselse grondgebied.
De Vlaamse Gemeenschapscommissie is alleen bevoegd voor instellingen die uitsluitend ressorteren onder de Vlaamse Gemeenschap. Niet voor personen, want de Brusselaars kunnen nooit verplicht worden om een keuze te maken voor een van beide gemeenschappen om uitsluitend in aanmerking te komen voor de diensten van de gekozen gemeenschap.
Concreet zijn deze instellingen onder andere:
- Bibliotheken: er zijn meer dan 20 Nederlandstalige openbare bibliotheken in Brussel, en Muntpunt, de Hoofdstedelijke Openbare Bibliotheek. De openbare bibliotheken zijn gemeentelijke instellingen met uitzondering van de vzw Muntpunt.
- Gemeenschapscentra: Er zijn 22 gemeenschapscentra. Elke Brusselse gemeente heeft een gemeenschapscentrum, Brussel-stad telt er vier.
- Scholen: Het Nederlandstalig onderwijs in Brussel telt ongeveer 100.000 kleuters, leerlingen en studenten.

## Organen
De Vlaamse Gemeenschapscommissie bestaat uit de Raad van de Vlaamse Gemeenschapscommissie en het College van de Vlaamse Gemeenschapscommissie (ook weleens Vlaams-Brussels parlement en Vlaams-Brusselse regering genoemd).
De Raad telt 17 leden en bestaat uit de Nederlandse taalgroep van het Brussels Hoofdstedelijk Parlement, gevestigd in het gebouw aan de Lombardstraat 61-67. De Raad oefent zijn bevoegdheden uit door het uitvaardigen van verordeningen.
Het College is samengesteld uit de twee Nederlandstalige ministers en de Nederlandstalige staatssecretaris van de Brusselse Hoofdstedelijke Regering. Het Brusselse lid van de Vlaamse Regering woont de vergaderingen van het College met raadgevende stem bij. Het College neemt zijn besluiten bij consensus.